# Rosöga
Rosöga är en småort i Härads socken i Strängnäs kommun.

## Historia
Rosöga var ursprungligen en gammal kronogård, ett kaptensboställe. De byggnader, som nu utgör Rosöga by, uppfördes som förläggning för människor från koncentrationsläger, som kom till Sverige från våren 1945 med Folke Bernadottes Vita bussar, däribland de danska judar som räddades från koncentrationslägret Theresienstadt. Även tbc-sjuka vårdades där. 
1948 omvandlades det tidigare lägret till en sekundäravdelning till Sundby mentalsjukhus. Efter att sjukhuset avvecklats 1986, bedrevs där missbrukarvård under ett antal år. 
1995 såldes paviljongerna till 12 familjer som var och en renoverade sina hus. Tanken med utförsäljningen av Rosöga var att skapa en hantverksby, men majoriteten av familjerna som köpte var inflyttade arbetare från Stockholm, som hade andra ambitioner. 
SCB avgränsar sedan 2010 en småort med 54 invånare på 6 hektar. Rosöga var en småort redan år 2000 men förlorade sin status som småort år 2005. När den återfick statusen 2010 bytte SCB områdets småortskod.